# Diego Lizardi
Diego Lizardi Marcial (San Juan, Puerto Rico;  10 de octubre de 1975 –† Cayey; 21 de febrero de 2008) fue un gimnasta de la selección de Puerto Rico.

## Biografía
Nació en San Juan, Puerto Rico el 10 de octubre de 1975, este logró con el apoyo de sus padres el Lcdo. Diego Lizardi y Mirna Marcial una destacada carrera en la gimnasia a la que se dedicó desde muy pequeño.
Fue de la mano del entrenador puertorriqueño José “Cano” Colón que Lizardi dio sus primeros pasos.
Diego Lizardi también fue maestro en el municipio de Bayamon, trabajando con niñas y con niños. Él era muy estricto con lo que hacia. Luego decidió comenzar su propio club de gimnasia en Caguas, el "Diego Lizardi Gims For Kids". Ahí continuo ofreciendo a la juventud su estricto entrenamiento con la meta de seguir moldeando a los futuros gimnastas de Puerto Rico.

## Logros
Lizardi fue cuatro veces campeón nacional de gimnasia y consiguió múltiples medallas en representación de Puerto Rico a nivel internacional. Compitió en los Juegos Panamericanos de 1995 en Mar del Plata, Argentina, y los Juegos Olímpicos de 1996 en Atlanta, entre muchos eventos adicionales. 
También fue abanderado de la delegación de Puerto Rico en los Panamericanos de 2003 en República Dominicana. Al presente operaba academias de gimnasia en Caguas y Dorado, aparte de sus funciones como juez internacional de gimnasia y miembro del personal de profesionales deportivos para los programas de formación y desarrollo del Departamento de Recreación y Deportes (DRD), donde sus funciones también incluían labores de apoyo técnico a la selección nacional.

## Fallecimiento
El jueves 21 de febrero de 2008, Diego regresaba de la ciudad de Ponce, donde estaba por abrir otra localidad de enseñanza cuando la muerte lo sorprendió inesperadamente impactando un camión de plataforma que cargaba cemento, acto seguido chocó contra una de las vallas de seguridad de la autopista PR-52. Lizardi murió en el acto a causa de los traumas severos que recibió. Lizardi tenía 32 años de edad.
La familia del destacado gimnasta puertorriqueño Diego Lizardi donó los órganos del atleta lo que confirma la grandeza de este gran deportista.

## Historial internacional

### Cuatro Juegos Centroamericanos y del Caribe
- 1990 – Ciudad de México, México – Bronce por Equipo
- 1993 – Ponce, Puerto Rico – Plata en Manos Libres (8,900); Bronce por Equipo
- 1998 – Maracaibo, Venezuela – Oro en Anillas (9,700)
- 2002 – San Salvador, El Salvador – Oro por Equipo
- 2 oro / 1 plata / 2 bronce

Su medalla de oro en anillas en el 1998 en Maracaibo la compartió con David Pacheco de Venezuela, Francisco Díaz y Erick López, de Cuba. 

### Cuatro Juegos Panamericanos
- 1991 – La Habana, Cuba
- 1995 – Mar del Plata, Argentina
- 1999 – Winnipeg, Canadá – Bronce en Anillas
- 2003 – Santo Domingo, República Dominicana – Abanderado de la Delegación

Ganó una medalla de bronce.

### Dos Juegos Olímpicos
- 1996 – Atlanta, Estados Unidos – llegó 67 en Máximo Acumulador
- 2000 - Sídney, Australia – llegó 49 en Máximo Acumulador

### Diez Campeonatos Mundiales
- 1989 – Stuttgard, Alemania
- 1991 – Indianápolis, Estados Unidos
- 1992 – París, Francia
- 1993 – Birminghan, Inglaterra
- 1994 – Brisbane, Australia/Dortmound, Alemania
- 1995 – Sabe, Japón
- 1996 – San Juan, Puerto Rico (12 en Manos Libres; 17 en Anillas)
- 1997 – Lausana, Suiza
- 1999 – Tianjin, China
- 2003 – Anaheim, Estados Unidos